# Rowa
Rowa – gaun wikas samiti w zachodniej części Nepalu w strefie Karnali w dystrykcie Mugu. Według nepalskiego spisu powszechnego z 2011 roku liczył on 760 gospodarstw domowych i 4439 mieszkańców (2186 kobiet i 2253 mężczyzn).